# Strobiloïde

Pyramide des âges à Kourou en 1999

Un strobiloïde (du grec ancien στρόβιλος, toupie) est une représentation graphique utilisée notamment en statistiques et en sciences économiques. Il permet de mettre en relation deux histogrammes, avec l'axe des abscisses en commun (généralement placé verticalement) et l'axe des ordonnées en opposition. La forme en résultant ressemble plus ou moins à une toupie vue en coupe.
Une des utilisations les plus connues est la pyramide des âges, mais le strobiloïde est utilisé pour représenter diverses données socio-démographiques en fonction du sexe ou d'autres partitions binaires de l'échantillon considéré. L'usage récent du terme en sociologie est vraisemblablement l'enseignement de Louis Chauvel, présentant une figure du genre comme illustration de la répartition des revenus par tête et patrimoine par ménage dans une société donnée : le strobiloïde de Chauvel, pour ainsi dire une pyramide des revenus.